# Maglenča
Maglenča es una localidad de Croacia en el municipio de Veliko Trojstvo, condado de Bjelovar-Bilogora.

## Geografía
Se encuentra a una altitud de 146 m s. n. m. a  km de la capital nacional, Zagreb.

## Demografía
En el censo 2011 el total de población de la localidad fue de 316 habitantes.
| Gráfica de población de Maglenča 1857-2011                          |
|                                                                     |
| Según los censos de población de la oficina estadística de Croacia. |